# Бромирский, Пётр Игнатьевич
Пётр Игнатьевич Броми́рский (29 июня [11 июля] 1886 — 1919 или 1920) — русский скульптор, график, живописец, представитель символизма.

## Биография
Родился 29 июня (11 июля) 1886 года в местечке Устилуг Волынской губернии, ныне город Волынской области Украины, в мещанской семье.
В 1896—1900 годах учился во Владимиро-Волынском училище. В 1904 году приехал в Москву и некоторое время жил в доме психиатра Ф. А. Усольцева, где познакомился с лечащимся у него художником М. А. Врубелем, ставшим его первым учителем в искусстве. В 1905—1913 годах работал лепщиком в московской майоликовой мастерской С. И. Мамонтова на керамическом заводе рядом с Бутырской заставой. Одновременно в 1906—1910 годах посещал Училище живописи, ваяния и зодчества, где занимался в классе П. П. Трубецкого и участвовал в выставке «Голубая роза», состоявшейся в Москве в 1907 году. В 1910 году, будучи отчисленным из училища, путешествовал по Италии, но вернулся в Москву в связи с кончиной Врубеля.
В 1914—1917 годах Бромирский служил в армии. В 1917 году сблизился с художником В. Н. Чекрыгиным. C 1918 году преподавал в художественной школе Н. И. Васильева и Свободных художественных мастерских. Работал в театре С. Ф. Сабурова, в районной школе искусств, которую организовал вместе с Г. В. Федоровым. Руководил одной из государственных скульптурных мастерских в 1919 году.
Умер от тифа в декабре 1919 года или в январе 1920 года в Москве и был похоронен в общей могиле, местонахождение которой неизвестно.

### Труды
П. И. Бромирский был членом объединений «Голубая роза» (1907), «Венок-Стефанос» (1907—1910), «Группа скульпторов нового искусства» при Московском профессиональном союзе художников-скульпторов (1919) и посмертно — членом объединения «Маковец» как экспонент выставок 1922 и 1924 годов.
Произведения художника находятся в Государственной Третьяковской галерее, Государственном Русском музее, музее-заповеднике Абрамцево и в частных собраниях.